# Nerea Melgosa
Nerea Melgosa Vega (Vitoria, 1970) es una política española del Partido Nacionalista Vasco. Desde febrero de 2023 es Consejera de Igualdad, Justicia y Derechos Sociales del Gobierno Vasco.

## Biografía
Melgosa se licenció en Sociología y Ciencias Políticas por la Universidad de Deusto y posteriormente cursó un máster en Recursos Humanos en la EADA de Barcelona, así como una especialización en Estudios de Mercado en la UNED y otra en cooperativismo en la Universidad de Deusto.

### Trayectoria política
Ha sido concejal del Ayuntamiento de Vitoria entre 2007 y 2019, dirigiendo entre 2015 y 2019 el departamento de Políticas Sociales, Empleo y Desarrollo Económico Sostenible y el de Convivencia y Diversidad.
Entre 2019 y 2020 fue directora de Igualdad y Derechos Humanos de la Diputación Foral de Álava y en 2020 se incorporó como asesora al Departamento de Igualdad, Justicia y Derechos Sociales del Gobierno Vasco.
En febrero de 2023 fue nombrada consejera de ese departamento en sustitución de Beatriz Artolazabal, que dejó el puesto para encabezar la candidatura del PNV a la alcaldía de Vitoria en las elecciones municipales de mayo de 2023.
En junio de 2024 fue nombrada consejera de Bienestar, Juventud y Reto Demográfico.
Está afiliada al PNV desde 1999 y desde 2020 hasta 2023 formó parte del Euzkadi Buru Batzar, el órgano de dirección del partido, dirigiendo el área de Políticas Sociales, Empleo e Igualdad.